# Бехли, Ульрих
Ульрих Бехли (нем. Ulrich Bächli, род. 5 января 1950, Цюрих, Швейцария) — швейцарский бобслеист, разгоняющий, выступавший за сборную Швейцарии в середине 1970-х — начале 1980-х годов. Участник двух зимних Олимпийских игр, серебряный призёр Инсбрука, обладатель серебряной медали Лейк-Плэсида, чемпион Европы.

## Биография
Родился в Цюрихе. Активно заниматься бобслеем начал в 1975 году, сразу стал показывать неплохие результаты и в качестве разгоняющего попал в сборную команду Швейцарии. Благодаря череде удачных выступлений в 1976 году Бехли отправился защищать часть страны на Олимпийские игры в Инсбрук, где со своей командой, куда также вошли пилот Эрих Шерер с разгоняющими Йозефом Бенцем и Рудольфом Марти, завоевал серебро в программе четвёрок. 
В 1977 году спортсмен удостоился серебра на чемпионате мира в Санкт-Морице, годом спустя взял серебряную награду на мировом первенстве в американском Лейк-Плэсиде. Не менее богатым на медали оказался для него 1979 год, когда в медальную коллекцию добавились бронза с чемпионата мира в немецком Кёнегсзее и серебро с чемпионата Европы в Винтерберге. В 1980 году, аккурат перед Олимпиадой, Бехли стал чемпионом Европы, со своим четырёхместным экипажем финишировал первым на соревнованиях в Санкт-Морице.
На Играх 1980 года в Лейк-Плэсиде состав экипажа Бехли, по сравнению с предыдущей Олимпиадой, не претерпел никаких изменений. Результат тоже не изменился — второе место в зачёте четвёрок, вторая серебряная медаль олимпийского достоинства. Несмотря на то, что с тех пор Ульрих Бехли больше никогда не вызывался на Олимпиады, он продолжал выступать на высоком уровне и показывал вполне неплохие результаты. Так, на чемпионате мира 1982 года в Санкт-Морице спортсмен добавил в послужной список ещё одну серебряную медаль. Вскоре после этой победы, тем не менее, принял решение уйти из профессионального бобслея, уступив место молодым швейцарским разгоняющим.